# Memory Lane (film)
Pour les articles homonymes, voir Memory Lane (homonymie).
Pour plus de détails, voir Fiche technique et Distribution.
Memory Lane est un film français réalisé par Mikhaël Hers, sorti en 2010.

## Synopsis
Août, Hauts-de-Seine, dans la banlieue Sud-Ouest de Paris, sept amis de 25 ans se retrouvent plus ou moins « fortuitement » à passer quelques jours dans cette ville qui les a vus grandir.
Chacun a ses raisons d'être là : certains y vivent encore, d'autres y reviennent pour des raisons familiales, d'autres y cherchent des traces d'une adolescence tenace, d'autres pensent peut-être échapper au désœuvrement ou y trouver l'amour...
Pendant une semaine, nous les suivons de manière isolée et en groupe. Au détour des rues désertées de cette ville fantôme, alors que les journées filent sous le bleu profond du ciel d'août, chacun porte en lui l'intuition que ces moments partagés sont peut-être les derniers...

## Fiche technique
Sauf indication contraire, les informations mentionnées dans cette section peuvent être confirmées par la base de données cinématographiques IMDb,  présente dans la section « Liens externes ».
- Titre : Memory Lane
- Réalisation : Mikhaël Hers
- Scénario : Mikhaël Hers et Mariette Désert
- Photographie : Sébastien Buchmann
- Musique: David Sztanke
- Son : Dimitri Haulet, Claire-Anne Largeron et Laurent Gabiot
- Décors et costumes : Catherine Cosme
- Montage : Pauline Gaillard
- Production : Florence Auffret (Les Films de la Grande Ourse), en association avec Cofinova 6
- Pays d'origine :  France
- Genre : drame
- Durée : 98 minutes
- Date de sortie :
  -  France : 24 novembre 2010

## Distribution
- Thibault Vinçon : Vincent
- Dounia Sichov : Christelle
- Lolita Chammah : Muriel
- Stéphanie Déhel : Céline
- Thomas Blanchard : Raphaël
- David Sztanke : Florent
- Louis-Ronan Choisy : Cédric
- Didier Sandre : François, le père des deux sœurs
- Bérangère Bonvoisin : Jeanne, la mère des deux sœurs
- Marie Rivière : Aude, la mère de Vincent
- Caroline Baehr : Dominique, la copine de Cédric
- Morgane Rouault : Audrey, la fille de Dominique
- Jeanne Candel : Claire, la sœur de Vincent
- Hubert Benhamdine : l'ex de Céline
- Antoine Hilaire : Mathias